# Genius cucullatus

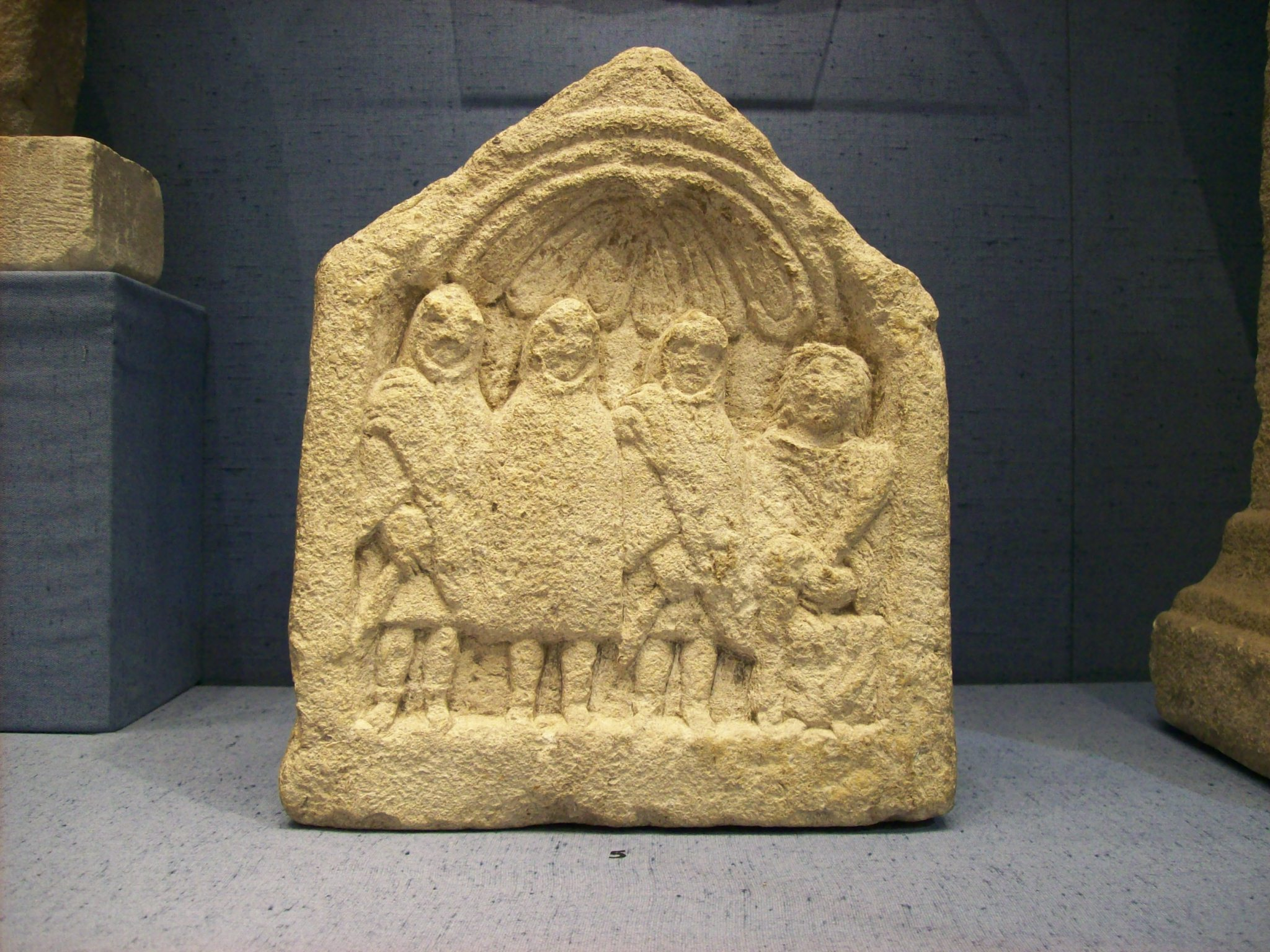
Mehrere Genii cucullati, römisches Relief, Corinium Museum, Cirencester

Der Genius cucullatus (Plural Genii cucullati) ist ein zwergenhafter keltischer Kapuzendämon und Schutzgeist. Die Verehrung des Genius cucullatus lässt sich durch Inschriften und Bildzeugnisse in Gallien, Britannien, Germanien und Noricum nachweisen.

## Etymologie
Der Name des Genius cucullatus leitet sich vom Umhang (keltisch sagum) mit Kapuze (keltisch cucullus, cuculla, auch bardocucullus – „Barden-Kapuze“) her, der klassischen Reisekleidung der Gallier. Ob eine Verbindung zu Fionn mac Cumhaills magischem Kapuzenmantel besteht, ist unsicher.

## Überlieferung und Verehrung

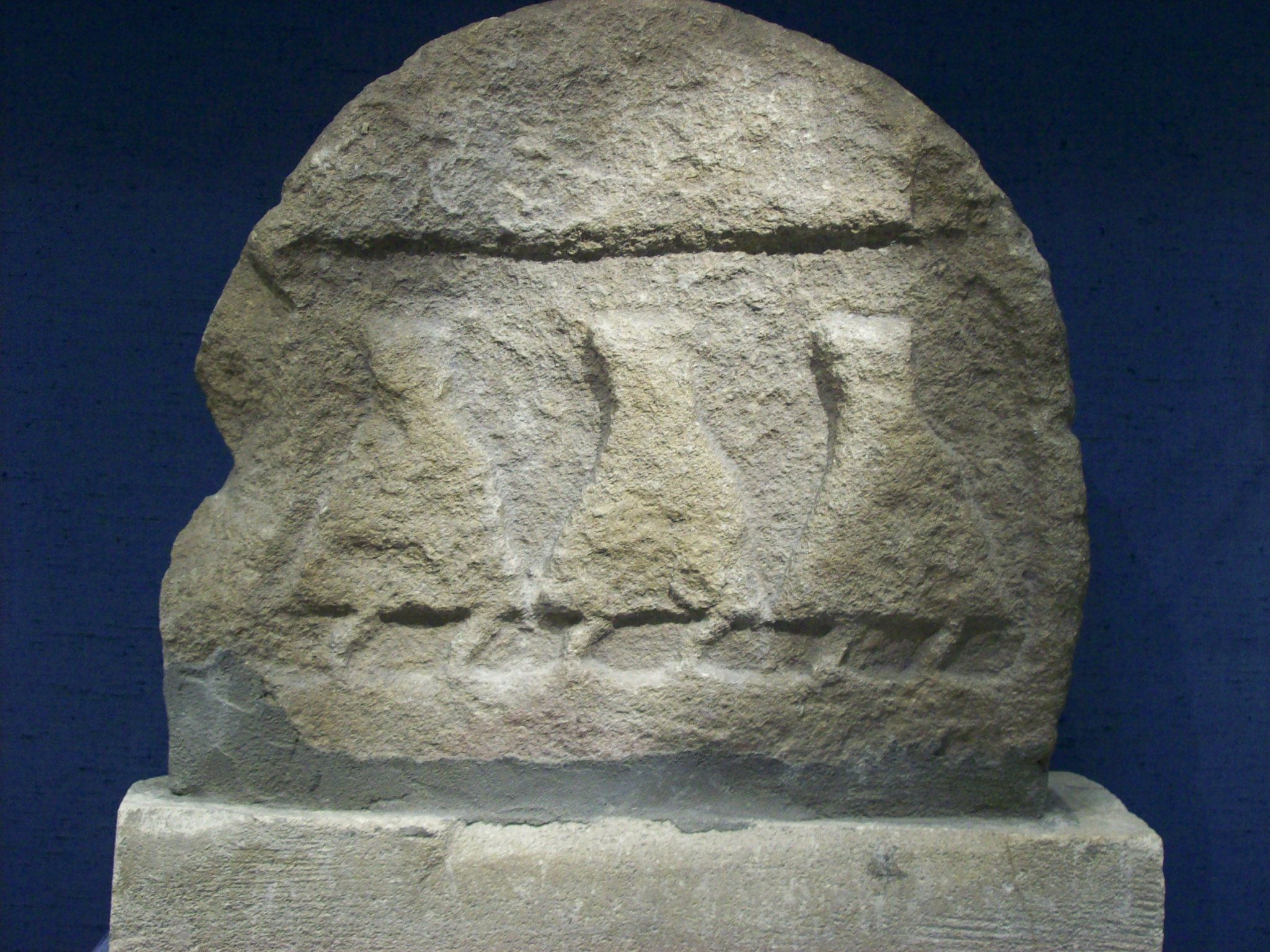
Genii cucullati auf der Reise, Corinium Museum, Cirencester

So findet sich sein Name etwa auf zwei Weihinschriften aus einem Heiligtum in Wabelsdorf bei Klagenfurt in Kärnten (römische Provinz Noricum), auf einigen Weihesteinen in Augusta Treverorum (Trier, römische Provinz Gallia Belgica), aber auch in Britannien, z. B. in Corinium Dobunnorum (Cirencester, römische Provinz Britannia prima – hier zusammen mit einer Muttergottheit) ist der Name Genius cucullatus zu finden. Die Reliefs zeigen sie teils als bärtige Zwerge (Trier), teils als Erwachsene in Kindergröße (Cirencester). Sie halten manchmal Schwerter oder Schriftrollen, öfter allerdings Eier als Fruchtbarkeitssymbole in der Hand und sind in der Nähe von Heilquellen als kegelförmig zugehauene Steinstatuetten zu finden.
In den Garnisonen entlang des Hadrianswalles wurden sie offenbar als Schutzgeister im Kampf verehrt, deren Weihesteine von Legionären gestiftet worden waren. Ihre Funktion als Nothelfer ist aus der Bekleidung zu erkennen – sie sind immer reisefertig, um zu helfen. Eine eher heitere Szene zeigt fliegende Genii cucullati als Jagdhelfer auf Keramikfragmenten von Camulodunum (Colchester, römische Provinz Britannia).
Die Genii cucullati werden sowohl einzeln, als auch in Dreiergruppen, manchmal zusammen mit einer sitzenden Göttin abgebildet.

## Kultureller Einfluss und Nachwirkung
Der Genius cucullatus ist wahrscheinlich mit dem kleinasiatischen ebenfalls einen Kapuzenmantel tragenden Heilgott Telesphoros („Vollender“), einem Begleiter von Asklepios und Hygieia, verwandt. Die Verbindung stellen möglicherweise die keltischen Galater her, in deren aus der gallischen Heimat nach Kleinasien mitgenommenen Götterwelt er einen Platz innehatte.
Die Genii cucullati könnten in den volkstümlichen Vorstellungen von zwergenhaften zipfelmützigen Dämonen und Helferlein weiterleben – letztlich verkörpert in unseren Gartenzwergen.